# Den sociale kraft-model
Den sociale kraft-model er inden for fodgængerdynamik en model, hvor en fodgængers bevægelse bliver påvirket med en social kraft fra omgivelserne og fra andre fodgængere. Sociale kræfter beskriver kvantitativt, hvordan en fodgænger fx vil undgå at gå ind i vægge eller undgå sammenstød med andre mennesker.
Den sociale kraft-model blev oprindeligt formuleret af Dirk Helbing og Peter Molnar i 1995.